# Epidapus lacertosus
Epidapus lacertosus är en tvåvingeart som beskrevs av Werner Mohrig 2003. Epidapus lacertosus ingår i släktet Epidapus och familjen sorgmyggor.
Artens utbredningsområde är Costa Rica. Inga underarter finns listade i Catalogue of Life.